# Rod Argent
Rod Argent (* jako Rodney Terence Argent; 14. června 1945, St Albans, Hertfordshire, Anglie) je britský klávesista a zpěvák. V roce 1961 stál u zrodu skupiny The Zombies. V roce 1968, po rozpadu Zombies, založil novou skupinu s názvem Argent, podle jeho příjmení.